# Pickard Brothers
Pickard Brothers war ein US-amerikanischer Hersteller von Automobilen.

## Unternehmensgeschichte
Die Brüder Alfred, Benjamin J. und Emil J. Pickard gründeten 1896 das Unternehmen. Der Sitz war in Brockton in Massachusetts. Zunächst beschäftigten sie sich mit der Reparatur von Fahrrädern. Um die Jahrhundertwende kam Automobilreparatur dazu. 1903 entstand das erste Automobil, das Ausgangsbasis für eine mehrjährige Entwicklungsphase war. Im Oktober 1908 wurde die Produktion von Automobilen angekündigt und ab 1909 durchgeführt. Der Markenname lautete Pickard. 1910 gab es finanzielle Probleme. Pläne für einen Umzug in eine andere Stadt wurden verworfen. 1912 endete die Produktion.

## Fahrzeuge
Gemeinsamkeit aller Modelle war ein Vierzylindermotor mit Luftkühlung. Bis auf eine Ausnahme bei einem Modell von 1911 hatte der Motor 101,6 mm Bohrung, ebenfalls 101,6 mm Hub und 3295 cm³ Hubraum. Er trieb über ein Dreiganggetriebe und eine Kardanwelle die Hinterachse an. Das Fahrgestell bestand aus Holz. Jedes Jahr standen viele verschiedene Karosseriebauformen im Angebot, während es technisch und bezüglich des Radstandes selten Abweichungen gab.
1909 war die Motorleistung mit 25 PS angegeben. Der Radstand betrug 279 cm. Genannt sind Model A als zweisitziger Runabout, Model B als dreisitziger Roadster, Model C als viersitziger Tourenwagen, Model D als fünfsitziger Tourenwagen, Model E und Model F als Runabout, Model G als Surrey und Model H als Tourenwagen. Die vier erstgenannten Modelle waren wesentlich teurer als die anderen und standen nur ein Jahr im Sortiment.
1910 wurde die Motorleistung beibehalten und der Radstand auf 254 cm gekürzt. Übrig blieben Model E als zweisitziger Runabout, Model F als dreisitziger Roadster, Model G als Surrey und Model H als viersitziger Tourenwagen.
1911 gab es bei Model E, Model F und Model H keine Änderungen. Das Model G hatte einen größeren Motor mit 107,95 mm Bohrung, 133,35 mm Hub und 4882 cm³ Hubraum. Er leistete 30 PS. Der Aufbau war ein Tourenwagen.
1912 waren alle Motoren mit 26 PS angegeben. Abgesehen davon entsprachen die Modelle jenen vier von 1910, bis auf das Fehlen der Angabe der Sitzplätze. Zusätzlich erschienen mit Model J und Model K zwei Tourenwagen mit 264 cm Radstand.

## Modellübersicht
| Jahr | Modell  | Zylinder | Leistung (PS) | Radstand (cm) | Aufbau               |
| ---- | ------- | -------- | ------------- | ------------- | -------------------- |
| 1909 | Model A | 4        | 25            | 279           | Runabout 2-sitzig    |
| 1909 | Model B | 4        | 25            | 279           | Roadster 3-sitzig    |
| 1909 | Model C | 4        | 25            | 279           | Tourenwagen 4-sitzig |
| 1909 | Model D | 4        | 25            | 279           | Tourenwagen 5-sitzig |
| 1909 | Model E | 4        | 25            | 279           | Runabout             |
| 1909 | Model F | 4        | 25            | 279           | Runabout             |
| 1909 | Model G | 4        | 25            | 279           | Surrey               |
| 1909 | Model H | 4        | 25            | 279           | Tourenwagen          |
| 1910 | Model E | 4        | 25            | 254           | Runabout 2-sitzig    |
| 1910 | Model F | 4        | 25            | 254           | Roadster 3-sitzig    |
| 1910 | Model G | 4        | 25            | 254           | Surrey               |
| 1910 | Model H | 4        | 25            | 254           | Tourenwagen 4-sitzig |
| 1911 | Model E | 4        | 25            | 254           | Runabout 2-sitzig    |
| 1911 | Model F | 4        | 25            | 254           | Roadster 3-sitzig    |
| 1911 | Model G | 4        | 30            | 254           | Tourenwagen          |
| 1911 | Model H | 4        | 25            | 254           | Tourenwagen 4-sitzig |
| 1912 | Model E | 4        | 26            | 254           | Runabout             |
| 1912 | Model F | 4        | 26            | 254           | Roadster             |
| 1912 | Model G | 4        | 26            | 254           | Surrey               |
| 1912 | Model H | 4        | 26            | 254           | Tourenwagen          |
| 1912 | Model J | 4        | 26            | 264           | Tourenwagen          |
| 1912 | Model K | 4        | 26            | 264           | Tourenwagen          |